# 콜드 스웨트
《콜드 스웨트》(영어: Cold Sweat)는 캐나다에서 제작된 게일 하비 감독의 1993년 스릴러 영화이다. 벤 크로스 등이 출연하였고, 일라나 프랭크 등이 제작에 참여하였다. 아내의 남자친구라는 제목으로도 알려져 있다.

## 출연
- 벤 크로스
- 애덤 볼드윈
- 섀넌 트위드
- 데이브 토머스
- 헨리 처니
- 마리아 델마르
- 러노어 잰
- 엘런 두빈
- 마크 스트레인지
- 조던 휴스
- 지노 자코미니

## 기타 제작진
- 미술: 안제이 할린스키
- 의상: 루스 시코드